# Sonderkommando Feldmeijer
Sonderkommando Feldmeijer – specjalna grupa zbrojna złożona z holenderskich faszystów, przeznaczona do potajemnego mordowania przeciwników niemieckiej władzy okupacyjnej, działająca od początku września 1943 r. w okupowanej Holandii podczas II wojny światowej.
Od 1943 holenderski ruch oporu zintensyfikował swoją konspiracyjną działalność, przeprowadzając serię zamachów na kolaborantów współpracujących z Niemcami. Jednym z zabitych był gen. por. Hendrik Seyffardt, nominalny dowódca walczącego na froncie wschodnim Vrijwilligerslegioen Nederland. W odpowiedzi wyższy dowódca SS i policji w Holandii SS-Obergruppenführer Hans Rauter postanowił przeprowadzić akcję odwetową, która została nazwana "Silbertanne Aktion". 
Na początku września Rauter polecił Henkowi Feldmeijerowi, szefowi holenderskiego SS, sformować specjalną grupę spośród jego podkomendnych. Mieli oni potajemnie mordować Holendrów znanych ze swoich antyfaszystowskich i antyniemieckich poglądów. Przeciwko tej operacji był przywódca Narodowo-Socjalistycznego Ruchu Holenderskiego (NSB) Anton A. Mussert, ale w praktyce nic nie mógł zrobić. 5 września podjęto decyzję o rozpoczęciu akcji. Wsparcie materiałowe i wyposażenie członków Sonderkommando Feldmeijer zapewniało SD, reprezentowane w okupowanej Holandii przez SS-Brigadeführera Ericha Naumanna. Operacja polegała na mordowaniu po 3 Holendrów (na podstawie list proskrypcyjnych) w regionie kraju, gdzie ruch oporu przeprowadził wcześniej zamach. Dokonywały tego grupy od 3 do 6 osób rekrutowanych z 5 regionalnych Standaarden holenderskiego SS. Ostateczna decyzja była podejmowana w porozumieniu z szefami Aussenstellen SD. 
Do pierwszej akcji doszło w nocy 28 września 1943. Była ona odpowiedzią na 3 ataki ruchu oporu w południowo-wschodnim Drenthe. W I fazie (do kwietnia 1944 r.) potajemnych morderstw dokonywali członkowie holenderskiego SS (z reguły weterani z frontu wschodniego), zaś w II fazie – członkowie Sonderkommando Feldmeijer. Cała operacja trwała 11 miesięcy i w jej wyniku zginęło ponad 50 ludzi. Jednakże część dygnitarzy hitlerowskich nie była zadowolona z "Silbertanne Aktion", np. SS-Brigadeführer Eberhard Schöngarth z SD, zastępca SS-Brigadeführera E. Naumanna. Po zakończeniu operacji członkowie Sonderkommando dostali zadanie ochraniania J. H. Feldmeijera.